# Жовна вогниста
Жовна́ вогниста (Chrysophlegma miniaceum) — вид дятлоподібних птахів родини дятлових (Picidae). Мешкає в Південно-Східній Азії.

## Опис

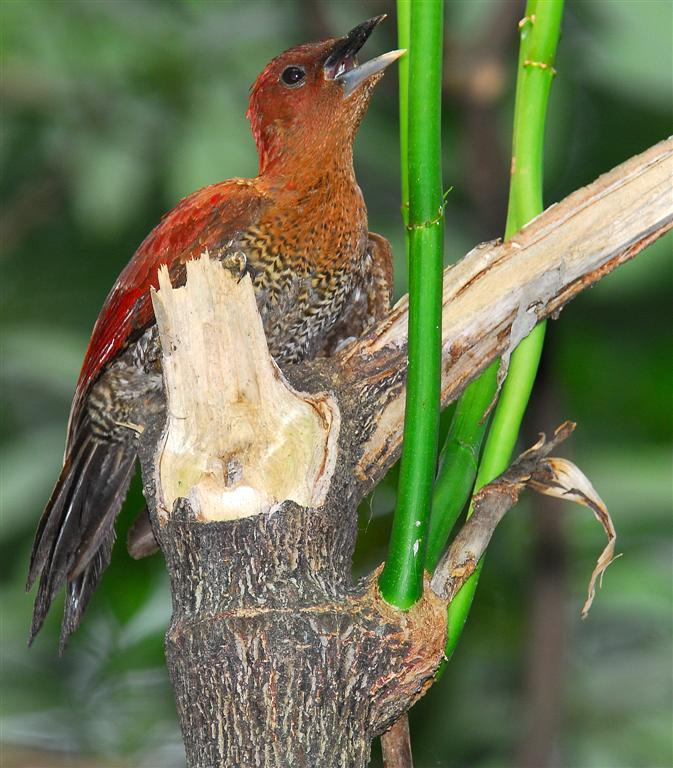
Самець вогнистої жовни

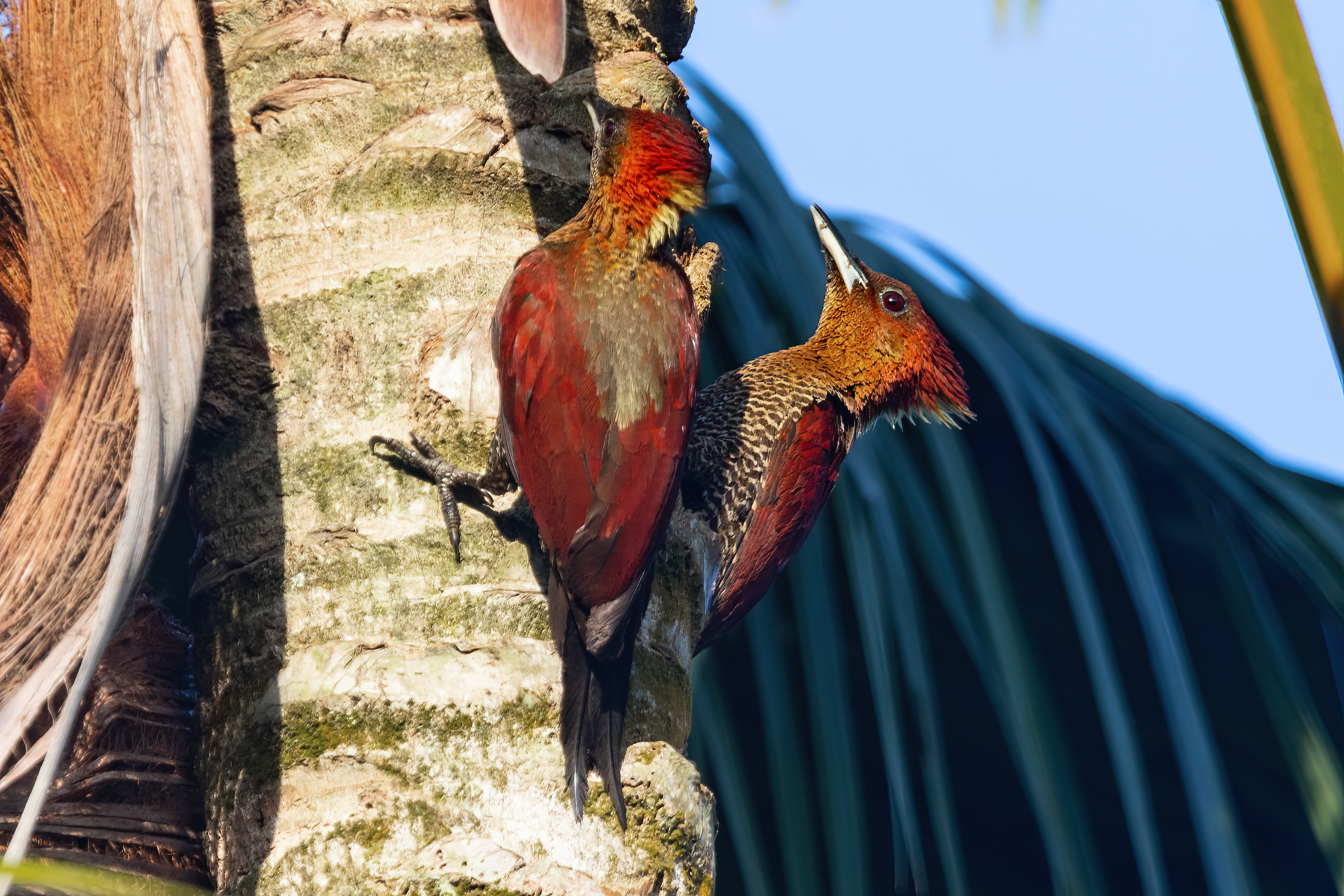
Вогнисті жовни

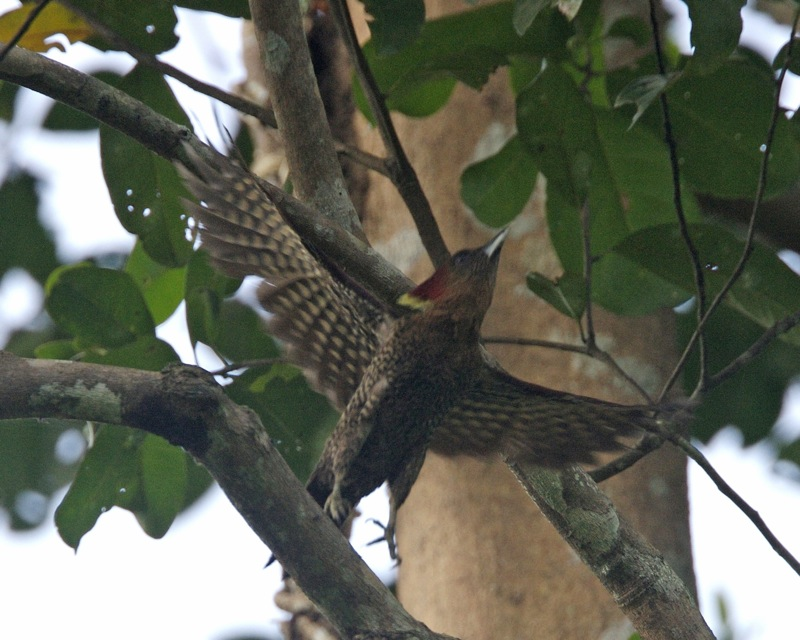
Вогниста жовта в польоті

Довжина птаха становить 23-26 см, вага 79-102 г. Самиці є дещо менші за самців, хвіст у них відносно довший. У самців верхня частина тіла тьмяно-зеленувато-оливкова, спина поцяткована охристими або білуватими смугами, пера на спині мають червоні кінчики. Надхвістя жовте, хвіст чорнуватий, покривні пера крил темно-бордові, махові пера коричнюваті, поцятковані охристими плямами. Лоб рудувато-коричневий, на тімені і потилиці тьмяно-червоний "чуб", пера на ньому мають жовтуваті кінчики. Решта голови і шия темно-коричневі, пера на них мають червоні кінчики. 
Підборіддя, шия, горло і верхня частина грудей рудувато-коричневі, решта нижньої частини тіла білувато-охриста, поцяткована темно-коричневими смужками. Нижня сторона крил коричнева, поцяткована охристими смугами. Очі червоні або темно-червонувато-карі. Дзьоб відносно короткий, долотоподібний, загострений, біля основи широкий, переважно чорнувато-сірий, біля основи світліший. Лапи зеленувато-сірі або тьмяно-зелені.

## Підвиди
Виділяють чотири підвиди:
- C. m. perlutum (Kloss, 1918) — південь М'янми і південний захід Таїланду (перешийок Кра);
- C. m. malaccense (Latham, 1790) — Малайський півострів, острови Суматра, Банка, Белітунг, Калімантан;
- C. m. niasense Büttikofer, 1896 — острів Ніас;
- C. m. miniaceum (Pennant, 1769) — острів Ява.

## Поширення і екологія
Вогнисті жовни мешкають в М'янмі, Таїланді, Малайзії, Індонезії і Брунеї. Вони живуть у вологих тропічних лісах з густим чагарниковим підліском і великою кількістю ліан, епіфітів і повалених дерев, а також на узліссях, у вторинних лісах, на плантаціях, в прибережних чагарникових заростях і мангрових лісах, у парках і садах. Зустрічаються поодинці або парами, переважно на висоті до 1400 м над рівнем моря. Живляться мурахами та їхніми яйцями. Птахи шукають їжу в усіх ярусах лісу — серед ліан і гілок, на стовбурах дерев, особливо мертвих, в хмизі і серед епіфітів. сезон розмноження триває з січня по серпень. Вогнисті жовни гніздяться в дуплах, які роблять в мертвій деревині. В кладці 2-3 яйця.